# Dead Girls Academy
Dead Girls Academy ist eine in Los Angeles, Kalifornien gegründete Alternative-Metal-/Post-Hardcore-Band.

## Geschichte
Dead Girls Academy wurde im Jahr 2016 von Sänger Michael Orlando in Los Angeles gegründet, nachdem sich seine andere Band Vampires Everywhere! zwischenzeitlich trennte. Noch im Gründungsjahr bezog Orlando mit seiner neuen Gruppe, die anfangs aus den drei Gitarristen Tyler Burgess, Benji Bryan und Matti Hoffman sowie aus dem Schlagzeuger Eric Miko bestand, gemeinsam mit Ronnie Radke von Falling in Reverse und dem Produzenten Eric Baskette das Studio und begann mit den Arbeiten an ersten Liedmaterial. Die Gruppe besteht seit der Veröffentlichung des zweiten Albums aus Sänger Orlando, dem Gitarristen Craig Pirtle und dem Schlagzeuger Zachary Moore.
Die erste Single, I’ll Find a Way, erschien im Jahr 2017. Es folgte eine Konzertreise mit Motionless in White, Issues und Falling in Reverse, die durch die Vereinigten Staaten führte. Vor dem Start der Warped Tour 2018 brachte die Band mit No Way Out und Everything zwei weitere Singles heraus, die zum Debütalbum Alchemy gehören. Alchemy wurde ebenfalls im Jahr 2018 veröffentlicht und erschien bei Victory Records. Im Oktober gleichen Jahres tourte Dead Girls Academy als Vorgruppe für From Ashes to New.
Vom 4. bis 15. Februar 2019 absolvierte die Band eine Konzertreise durch Deutschland und das Vereinigte Königreich. Im Jahr 2020 brachte Dead Girls Academy mit Doves in Glass Houses ein zweites Studioalbum auf den Markt, das über Mission Two Entertainment erschien. Das Album wurde in Zusammenarbeit mit den Produzenten Kris Crummett, Nick Sampson und Malcolm Springer realisiert.

## Stil
Sebastian Koll verortet die Musik von Dead Girls Academy auf deren Debütalbum Alchemy im Glam-Rock, welcher, so der Rezensent, modern interpretiert werde. Koll zieht in seiner Besprechung das Fazit, dass man mit dem Werk „Spaß haben“ könne, wenn man die Musik nicht ernst nimmt und eine Schwäche für den Mall-Screamo der 2000er-Jahre habe. In einer Plattenkritik auf Stormbringer.at wird die Musik als eine Mischung aus Emo-Rock, Punk und Pop-Elementen beschrieben, welche durch rockige Gitarrenriffs, energiegeladenes Schlagzeugspiel und einem schnellen Tempo gekennzeichnet ist. Während in der Besprechung auf Stormbringer.at die Eintönigkeit der Stücke negativ hervorgehoben wurde, prognostizierte Björn Backes von Powermetal.de, dass die Musik der Gruppe Warnsignale sende, die darauf hindeuten, dass die Gruppe schnell in der musikalischen Versenkung verschwinden könnte.
Auf dem Zweitling Dove in Glass Houses spielt die Gruppe eine Mischung aus Alternative- und Modern Metal, welcher durch die eingesetzten Post-Hardcore-Passagen an zusätzlicher Härte gewinnt. Der Gesang von Michael Orlando besitzt auf Doves in Glass Houses keine punkig klingenden Ansätze, sondern tendiere in die Richtung Gothic. Dabei sind die Einflüsse des Emo in den Hintergrund gerückt, während die Elemente der Popmusik gänzlich verschwunden sind.

## Diskografie
- 2018: Alchemy (Album, Victory Records)
- 2020: Doves in Glass Houses (Album, Mission Two Entertainment)